# Andy Triggs Hodge
Pour le joueur de baseball, voir Andrew Triggs.
Andy Triggs Hodge, né le 7 mars 1979 à Halton (Buckinghamshire), est un rameur anglais. Il représente l'Université d'Oxford en aviron, et a remporté trois titres olympiques, aux Jeux olympiques d'été de 2008 en aviron (discipline quatre sans barreur) avec Tom James, Steve Williams et Peter Reed, aux Jeux olympiques d'été de 2012 en aviron (discipline quatre sans barreur) avec Tom James, Alex Gregory et Pete Reed, et aux Jeux olympiques d'été de 2016 en aviron (discipline huit)

## Carrière
Triggs Hodge remporte sa première compétition internationale en 2003 à la Coupe du monde à Lucerne. Il participe aux Aviron aux Jeux olympiques 2004 en aviron (8 avec barreur), finissant en 9e position. 2005, Triggs Hodge rejoint l'équipe de l'Université d'Oxford pour The Boat Race, qu'il remporte. 
Après la retraite avant 2008 de Matthew Pinsent, James Cracknell et Ed Coode, une nouvelle équipe de 4 sans barreur est formé, avec Triggs Hodge, Alex Partridge, Steve Williams et Peter Reed. La majorité de cette équipe est actuellement tenant du titre olympique depuis 2008. 